# Scundu
Scundu là một xã thuộc hạt Vâlcea, România. Dân số thời điểm năm 2002 là 2243 người.